# Amt Eckartsberga
Das Amt Eckartsberga war eine im Thüringer Kreis gelegene Verwaltungseinheit des 1806 in ein Königreich umgewandelten Kurfürstentums Sachsen. Zwischen 1657 und 1746 gehörte das Amt zum albertinischen Sekundogenitur-Fürstentum Sachsen-Weißenfels.
Bis zur Abtretung an Preußen 1815 bildete es als sächsisches Amt den räumlichen Bezugspunkt für die Einforderung landesherrlicher Abgaben und Frondienste, für Polizei, Rechtsprechung und Heeresfolge.

## Geschichte
Eckartsberga gelangte 1288 in den dauerhaften Besitz der Wettiner, die hier einen Verwaltungssitz gründeten. Von 1445 bis 1482 war Eckartsberga Teil des Fürstentums zu Thüringen, das Herzog Wilhelm III. von Sachsen (gest. 1482) unterstand. 1485 wurde Eckartsberga – im Ergebnis der Leipziger Teilung – Hauptort und Sitz des neugeschaffenen sächsischen Amtes Eckartsberga im albertinischen Herzogtum Sachsen. Nach der Wittenberger Kapitulation 1547 wurde das Amt Teil des neugeschaffenen Thüringer Kreises des albertinischen Kurfürstentums Sachsen.
Der Amtsort Eßleben gelangte 1585 mit dem Rittergut Hardisleben in den Besitz des Herzogs Friedrich Wilhelm von Sachsen-Weimar. Der Ort wurde dadurch zum Streitobjekt, da er weiterhin unter der Landeshoheit des Kurfürstentums Sachsen stand und als solches unter die Verwaltung des Amts Eckartsberga fiel. Andererseits war es als herzöglicher Besitz Teil des ernestinischen Amts Hardisleben, welches zu den Herzogtümern Sachsen-Weimar (1585–1603 und 1672–1741), Sachsen-Altenburg (1603–1672) und Sachsen-Weimar-Eisenach (ab 1741) gehörte.
Von 1656 bis 1746 gehörte das Amt Eckartsberga – mit Ausnahme der Ortschaften des landständischen Adels – zur Sekundogenitur Sachsen-Weißenfels.
Als Ergebnis des Wiener Kongresses musste 1815 das Königreich Sachsen seine Gebiete in Thüringen (u. a. der Thüringer Kreis) an das Königreich Preußen abtreten. Dazu gehörte vom niederen Distrikt des Thüringer Kreises auch das „Amt Eckartsberga“. Der größte Teil des Amtes verblieb bei Preußen und wurde 1816 mit den Ämtern Sachsenburg und Heldrungen zum neuen preußischen Kreis Eckartsberga im Regierungsbezirk Merseburg der Provinz Sachsen vereinigt. Der Kreis bzw. Landkreis Eckartsberga bestand bis 1952 fort.
Folgende Orte gingen 1815 jedoch noch von Preußen an das Großherzogtum Sachsen-Weimar-Eisenach: Altengönna, Eberstedter Mühle, Ellersleben, Eßleben, Goldbach, Großneuhausen, Kleinneuhausen, Ködderitzsch, Lehesten, Leuthenthal, Liebstedt, Nerkewitz, Neuengönna, Niedertrebra, Nirmsdorf, Oberreißen, Orlishausen, Porstendorf, Rannstedt, Rödigen, Rudersdorf, Sachsenhausen, Wittersroda, Wohlsborn und Zwätzen. Als weiterer ehemaliger Ort des Amtes wurde Auerstedt bei der Auflösung des Kreises Kölleda noch Teil des Landkreises Apolda (heute Landkreis Weimarer Land).
Das Territorium des früheren Amtes Eckartsberga liegt heute zum Teil im Bundesland Sachsen-Anhalt, mehrere Orte, insbesondere die obengenannten, gehören zum Freistaat Thüringen.
Die ältesten Erbbücher des Amtes Eckartsberga stammen aus den Jahren 1517 und 1550.

## Wappen
Die neu geschaffenen sächsischen Ämter bzw. Herrschaften (u. a. Colditz, Droyßig, Amt Eilenburg) erhielten eigene Wappen.
Das Wappen der Herrschaft Eckartsberga ist geteilt. Oben ein wachsender gekrönter Löwe auf blauen Grund, unten auf Gold eine Lilie.

## Bestandteile
Städte
u. a.
- Eckartsberga
- Bibra (Flecken)

Amtsdörfer, die 1815 zu Preußen kamen
u. a.
| - Bachra - Billroda - Burgheßler - Frohndorf - Hohndorf | - Klosterhäseler - Krawinkel (anteilig) - Leubingen - Roldisleben - Rothenberga | - Schafau - Stödten |

Amtsdörfer, die 1815 zum Großherzogtum Sachsen-Weimar-Eisenach kamen
u. a.
- Ellersleben (1817 zum Amt Buttstädt)
- Eßleben (ab 1585 auch zum ernestinischen Amt Hardisleben gerechnet; 1817 zum Amt Buttstädt)
- Großneuhausen (1817 zum Amt Buttstädt)
- Kleinneuhausen (1817 zum Amt Buttstädt)
- Nirmsdorf (1817 zum Amt Buttstädt)
- Oberreißen (1817 zum Amt Buttstädt)
- Orlishausen (1817 zum Amt Buttstädt)
- Rudersdorf (1817 zum Amt Buttstädt)

Amtsdörfer (Exklaven)
u. a.
- Henschleben (bei Gebesee) (1816 zum preußischen Landkreis Weißensee)
- Ködderitzsch (1816 Sachsen-Weimar-Eisenach, Amt Roßla)
- Lengefeld mit der Rudelsburg (1816 zum preußischen Landkreis Naumburg)
- Leutenthal (1816 zu Sachsen-Weimar-Eisenach, 1817 zu dessen Amt Buttstedt)
- Niedertrebra mit Escherode (1816 zu Sachsen-Weimar-Eisenach, Amt Roßla)
- Rannstedt (nur die Flur,[2] 1816 Sachsen-Weimar-Eisenach, Amt Roßla)
- Sachsenhausen (1816 zu Sachsen-Weimar-Eisenach, 1817 zu dessen Amt Buttstedt)
- Vehra (bei Gebesee) (1816 zum preußischen Landkreis Weißensee)
- Wittersroda (nordwestlich von Orlamünde) (1816 zu Sachsen-Weimar-Eisenach, Amt Blankenhain)

Wüstungen
- bei Billroda: Kalthausen

## Amtleute

### Amtshauptmänner
- Oswald von Kromsdorf († 1553)

### Amtmänner
- –1493 Cunz Rudolf
- 1493/1515 Volkmar Koller
- 1523/1525 Georg von Benndorf (Bendorf)
- 1526/1540 Bartholomäus (von) Brühl bzw. Barthel Brüel
- 1540/1548 Andreas Pflug, Amtmann zu Eckartsberga, Freyburg und Weißenfels, Bruder des Naumburger Bischofs Julius Pflug
- 1546/1555 Wolf Koller
- 1577/1582 Philipp Ernst von Trebs zu Großneuhausen
- Burkhard Schenk zu Tautenburg (urkl. 1601 † 1605), Oberhauptmann von Eckartsberga und Freyburg
- 1606/1632 Georg von Nißmitz ((1575–1654)), Amtshauptmann in Eckartsberga und Freyburg
- 1636/1638 David Egidius Susenbeth, Amtsschösser
- Heinrich Christoph Naso (* 1614 † 1666), Amtshauptmann in Eckartsberga und Freyburg
- Haubold Heinrich von Starschedel (1650–1701), Amtshauptmann in Freyburg und Eckartsberga
- 1713/1719 Johann Erdmann Liebner, Administrationsamtmann
- 1719/1738 Johann Siegfried Hoffmann († 1766 in Eckartsberga), Hof- und Justizrat, Amtmann
- 1737/1740 Johann Dietrich Büttner, Amtmann
- 1743/1752 Johann Siegfried Hoffmann († 1766 in Eckartsberga), Hof- und Justizrat, Amtmann
- 1766 Carl Moßdorf (* 1719 † 1775 in Eckartsberga), Amtmann (Vater des Revolutionärs August Moßdorff)
- 1769/82 Friedrich Heinrich Schertzberg († 1782), Rentamtsverwalter